# مولبلینگ
مولبلینگ (به آلمانی: Mölbling) یک منطقهٔ مسکونی در اتریش است که در Sankt Veit an der Glan District واقع شده‌است. مولبلینگ ۱٬۲۶۹ نفر جمعیت دارد.